# The 3DO Company
The 3DO Company o simplemente 3DO (originalmente conocida como THDO en la bolsa de NASDAQ), fue una empresa de videojuegos fundada en 1991 bajo el nombre SMSG, Inc. (San Mateo Software Games) por el cofundador de Electronic Arts, Trip Hawkins en asociación con otras siete empresas, incluyendo LG, Matsushita (Más tarde renombrada a Panasonic), AT&T, MCA, Time Warner, y Electronic Arts. Luego de que el buque insignia de la empresa, la videoconsola 3DO Interactive Multiplayer, fracasara en el mercado, la empresa salió del negocio del hardware y se convirtió en una desarrolladora de videojuegos third party. Finalmente quebró en 2003 y vendió todas sus posesiones a otras empresas. Tenía su sede en Redwood City (California) en la Área de la Bahía de San Francisco.

## Historia

### Desarrolladora de consolas
Cuando la empresa fue fundada, su objetivo original era crear una videoconsola de siguiente generación que usase el CD como su formato principal que sería fabricada por varios socios y licenciatarios; 3DO obtendría regalías por cada consola vendida y por cada juego fabricado. Para las distribuidoras de videojuegos, la reducida tasa de regalías de USD$3 era más conveniente que las regalías pagadas por Nintendo y Sega por hacer juegos para sus consolas. El lanzamiento de la plataforma en octubre de 1993 fue muy bien publicitado, teniendo una gran cantidad de atención de la prensa en los medios de comunicación masivos como parte de la "ola multimedia" en el mundo de las computadoras de esa época.
El precio de la consola 3DO en sí era de USD$699, y los prometidos "primeros compradores" nunca se mostraron para comprar cantidades en masa de juegos. Las escasas ventas de la consola y subsecuentemente de juegos no fueron suficientes para satisfacer la baja tasa de regalías y demostró en esto un error fatal. En octubre de 1995, The 3DO Company vendió su consola de siguiente generación, de nombre código M2, a Matsushita y comenzó a desarrollar y publicar videojuegos para otras consolas y para PC.

### Desarrolladorathird party
Luego de abandonar la consola 3DO la empresa adquirió Cyclone Studios, Archetype Interactive y New World Computing. El mayor éxito de la empresa era su serie Army Men, con los soldaditos de plástico verdes que habían sido repopularizados por la no relacionada película Toy Story. Su serie Might and Magic y especialmente la serie Heroes of Might and Magic de su subsidiaria New World Computing fueron quizás las más populares entre sus juegos al momento de su publicación. Al final de los años 1990, la compañía publicó uno de los primeros MMORPG en 3D: Meridian 59, que sobrevive hasta el día de hoy en manos de algunos de los desarrolladores originales del juego.
Con la excepción de su bien recibida franquicia High Heat Baseball, así como los juegos Battletanx, la mayoría de los juegos de la empresa fueron muy criticados. Además, los consumidores no tenían interés en comprar secuelas de juegos anteriores de 3DO que los habían decepcionado, y los precios preventivos del llamado 3DO software forzaron a los partidarios originales de 3DO a en algún momento pasarse a la PlayStation de Sony para jugar videojuegos de próxima generación.
Luego de luchar durante varios años, la empresa se declaró en bancarrota en mayo de 2003. Los empleados fueron despedidos sin que les pagaran, y las marcas de videojuegos de la empresa y otras propiedades intelectuales fueron vendidas a rivales como Microsoft, Namco, Crave, y Ubisoft, y también al fundador Trip Hawkins quien pagó USD$405.000 por los derechos de algunas marcas antiguas y la "carpeta de patentes de Internet" de la empresa. Luego Trip fundó Digital Chocolate, una empresa de videojuegos para plataformas portátiles.